# Fujian
Fujian (wymowaⓘ; chiń. 福建; pinyin Fújiàn; Wade-Giles Fu-chien; pe̍h-ōe-jī Hok-kiàn) – prowincja w południowo-wschodnich Chinach nad cieśniną Tajwańską.
Ośrodek administracyjny: Fuzhou; główny port morski: Xiamen. Miejscowa ludność posługuje się językami z grupy min.

## Podział administracyjny
| Mapa                                                      | Lp.       | Nazwa  | Chiński       | Hanyu pinyin         | Siedziba |
| --------------------------------------------------------- | --------- | ------ | ------------- | -------------------- | -------- |
|                                                           |           |        |               |                      |          |
| — Miasto zarządzane bezpośrednio przez władze prowincji — |           |        |               |                      |          |
| 2                                                         | Xiamen    | 厦门市 | Xiàmén Shì    | Dzielnica Siming     |          |
| — Prefektury miejskie —                                   |           |        |               |                      |          |
| 1                                                         | Fuzhou    | 福州市 | Fúzhōu Shì    | Dzielnica Gulou      |          |
| 3                                                         | Longyan   | 龙岩市 | Lóngyán Shì   | Dzielnica Xinluo     |          |
| 4                                                         | Nanping   | 南平市 | Nánpíng Shì   | Dzielnica Yanping    |          |
| 5                                                         | Ningde    | 宁德市 | Nánpíng Shì   | Dzielnica Jiaocheng  |          |
| 6                                                         | Putian    | 莆田市 | Pútián Shì    | Dzielnica Chengxiang |          |
| 7                                                         | Quanzhou  | 泉州市 | Quánzhōu Shì  | Dzielnica Fengze     |          |
| 8                                                         | Sanming   | 三明市 | Sānmíng Shì   | Dzielnica Sanyuan    |          |
| 9                                                         | Zhangzhou | 漳州市 | Zhāngzhōu Shì | Dzielnica Xiangcheng |          |